# Asatu Bah Kenneth
Asatu Bah Kenneth là một nhà hoạt động tự do, cựu Phó Tổng Thanh tra của cảnh sát Liberia  và là người sáng lập Tổ chức Phụ nữ Hồi giáo Liberia, với những cuộc biểu tình đã giúp chấm dứt Nội chiến Liberia lần thứ hai năm 2003.

## Tiểu sử
Asatu Bah Kenneth là một nhà hoạt động chống chiến tranh, người tổ chức các cuộc biểu tình của phụ nữ Hồi giáo kêu gọi chấm dứt cuộc nội chiến ở Liberia. Bà đã hợp tác với nhà hoạt động vì hòa bình Liberia, ông Lahmah Roberta Gbowee, người sáng lập phong trào hòa bình của phụ nữ, Women of Liberia Mass Action vì Hòa bình. Các cuộc biểu tình của bà, chủ yếu liên quan đến phụ nữ mặc đồ trắng, bao gồm các cuộc tấn công tình dục và các cuộc đấu tranh đã thực hiện thành công các cuộc đàm phán ngừng bắn dẫn đến việc lưu đày và xét xử Charles Taylor tại Hague vì tội ác chống lại loài người.
Asatu Bah Kenneth là một giám đốc sáng lập của Đạo luật Bảo vệ Phụ nữ và Trẻ em của Đảng Tự do Quốc gia Queensland (LNP) năm 2005. Bà là một sĩ quan cảnh sát từ năm 1985 và được Ellen Johnson Sirleaf bổ nhiệm để thay thế Munah Sieh vào năm 2005, người như người đứng đầu cảnh sát tại thời điểm đó đang bị điều tra về sơ suất mua sắm đồng phục của cảnh sát.
Cùng với Beatrice Munah Sieh và Vera Manly, Asatu là một trong ba nhân vật nữ quan trọng giúp định hình các cải cách "nhạy cảm về giới" của NLP.